# アブー・バクル・ムハンマド・カラーバーズィー
アブー・バクル・ムハンマド・カラーバーズィー（Abū Bakr Muḥammad al-Kalābādhī, 生年不詳。歿年は990年、994年又は995年。）は、スーフィズムに関する古典的文献を著したことで高名な一人。法学者、神学者、ハディース学者でもあった（#生涯, #著作）。

## 生涯
名前は、Abū Bakr Tāj al-Islām Muḥammad b. abī Isḥāq b. Yaʻqūb al-Bukhārī al-Kalābādhī （アブーバクル・タージュルイスラーム・ムハンマド・ブン・アビーイスハーク・ブン・ヤァクーブ・アルブハーリー・アルカラーバーズィー）。
カラーバーズィーは著作が有名なわりには、生涯についてわかっていることがほとんどない。生年は不詳であるが、ヒジュラ暦339年（西暦950-951年）に亡くなった人物にハディースを学んでいることからマデルンクは遅くとも西暦932年には生まれたと推定している。ニスバ「カラーバーズィー」により示唆されるカラーバーズは、ヤークートによるとブハーラーの町の一区画である。したがって、ここで生まれたか、少なくとも一時期住んでいたことは間違いない。また、著作の中にサマルカンド、レイ、ハマダーン、クーファ、バグダードといった地名への言及があり、おそらく訪ねたことがあったと考えられている。スーフィーとしては、イスハーク・ブン・ムハンマド・ハキーム・サマルカンディー（953年歿）やアブルカースィム・ファーリス・ブン・イーサー・バグダーディー、アブルアッバース・イブン・アター、ムハンマド・ブン・アフマド・ファーリスィーといった人々に師事した。法学者としても、たとえばハナフィー派法学者の列伝にその名を連ねるが、扱いは小さい。
ブハーラーで亡くなった。歿年には990年説、994年説、995年説がある。Arberry (tr.) 1935 によると、その後にカラーバーズィーの墓が参詣地になっていたことを、たとえば15世紀のナクシュバンディー教団のシャイフや16世紀のワーイズ（説教師）らが書き残している。

## 著作
カラーバーズィーには、著作の名称だけが伝わっているものも含めると、以下の6つの著作があることが知られている。
- al-Taʻarruf li-madhhab ahl al-taṣawwuf
- Baḥr al-fawā’id fī maʻānī al-akhbār
- al-Arbaʻūn fī al-ḥadīth
- Amālī fī al-ḥadīth
- Faṣl al-khiṭāb
- al-Ashfāʼ wa al-awtār
- Muʻaddil al-ṣalāt

リスト中、al-Taʻarruf li-madhhab ahl al-taṣawwuf が8-10世紀のスーフィズム理解に不可欠な基本書として高名な著作である。東長 (2008) は『タサウウフの徒の教えの解明』という日本語訳を与えている。Baḥr al-fawā’id fī maʻānī al-akhbār あるいは短く　Mmaʻānī al-akhbār と呼ばれる著作は、預言者のハディースの中からスーフィズムなどにかかわりのあるハディースを選んで、それに注釈したものであるが、Nwyia 1978 によれば「とりたてて重要ではない」。残りの著作は現在には伝わっていない。

## 『タサウウフの徒の教えの解明』
本書、『タサウウフの徒の教えの解明』（al-Taʻarruf li-madhhab ahl al-taṣawwuf）は、イスラームの歴史における最初の300年間の神秘思想（タサウウフ）を概観できるマニュアル本である。スフラワルディー・マクトゥールは本書に言及して、もし『解明』なかりせば、タサウウフ知られざるべしと言ったと伝えられている。
本書は近代以降も、何度も刊本として刊行されており、1935年という比較的古い時代にアーベリーによりアラビア語から英語に翻訳されている。Arberry (tr.) 1935 のほかにも、2008年時点でフランス語・ペルシア語、トルコ語・ウルドゥー語への翻訳が存在し、日本語へもごく一部が翻訳されている。
本書の内容は、Nwyia 1978 によると3つの部分に大別できる。第1の部分は「タサウウフ」「スーフィー」といった語の語源と著名なスーフィーたちの列伝である。第2の部分はアシュアリー派の神学（スンナ派正統神学）とタサウウフの教えとの整合性を示す論述である。第3の部分はスーフィーが経験する神秘的階梯についての解説である。第3の部分には過去のスーフィーの著作あるいは彼らについて述べた著作からの引用が多用されており、ハッラージュに関する引用が特に多い。Arberry (tr.) 1935 は第3の部分をさらに3つに分けた（したがって全体としては5分割している）。すなわち、Arberry (tr.) 1935 及び東長 2008 によると、本書は、(1)序章にあたる語源とスーフィー列伝の部分、(2)スンナ派正統神学との整合性を示す部分に続いて、(3)スーフィーの修業階梯・心的状態の説明の部分、(4)スーフィズムの術語解説の部分、(5)奇蹟や幻視といった現象の解説の部分の、5部に分けられる。
本書の注釈は、ムスタムリー・ブハーリー（1043年歿）によるペルシア語のものが重要である。ハージャ・アブドゥッラー・アンサーリー・ハラウィーがアラビア語で注釈したと伝えられるが、現存しない。チシュティー教団のスーフィー、ムハンマド・ギースーディラーズも本書の注釈を残したことが知られている。
カラーバーズィーはホラーサーンのサッラージュと同時代人である。東長 2008 によると、両者とも、タサウウフの教えがスンナ派の神学や法学と整合していることを示そうとしたという、この時期のスーフィーの特徴を共有する。他方でスーフィズムの術語の解説においては対照的な違いもある。たとえば、「酩酊 sukr」・「覚醒 ṣaḥw」について、サッラージュが「酩酊」について多くを語ったのに対し、カラーバーズィーは、「覚醒」により重きを置いた。